# Регистровая память
Не путайте с ECC-памятью, хотя регистровые модули всегда используют ECC.
Регистровая память (англ. Registered Memory, RDIMM, иногда buffered memory) — вид компьютерной оперативной памяти, модули которой содержат регистр между микросхемами памяти и системным контроллером памяти. Наличие регистров уменьшает электрическую нагрузку на контроллер и позволяет устанавливать больше модулей памяти в одном канале. Регистровая память является более дорогой из-за меньшего объема производства и наличия дополнительных микросхем. Обычно используется в системах, требующих масштабируемости и отказоустойчивости в ущерб дешевизне (например, в серверах). Хотя большая часть модулей памяти для серверов является регистровой и использует ECC, существуют и модули с ECC, но без регистров (UDIMM ECC), они также в большинстве случаев работоспособны и в десктопных системах. Регистровых модулей без ECC не существует.
Из-за использования регистров возникает дополнительная задержка при работе с памятью. Каждое чтение и запись буферизуются в регистре на один такт, прежде чем попадут с шины памяти в чип DRAM, поэтому регистровая память считается на один такт более медленной, чем нерегистровая (UDIMM, unregistered DRAM). Для памяти SDRAM эта задержка существенна только для первого цикла в серии запросов (burst).
Буферизации в регистровой памяти подвергаются только сигналы управления и выставления адреса.
Буферизованная память (Buffered memory) — более старый термин для обозначения регистровой памяти.
Некоторые новые системы используют полностью буферизованную память FB-DIMM, в которой производится буферизация не только управляющих линий, но и линий данных при помощи специального контроллера AMB, расположенного на каждом модуле памяти.
Техника регистровой памяти может применяться к различным поколениям памяти, например: DDR DIMM, DDR2 DIMM, DDR3 DIMM, DDR4 DIMM.